# Ante Alfirević
Ante Alfirević SJ (26. ledna 1875, Kaštel Sućurac – 17. ledna 1945, Záhřeb) byl chorvatský duchovní a spisovatel, kulturní pracovník, filosof, teolog a jezuita. Byl jedním z vůdců chorvatského katolického hnutí a autorem článků v oblasti sociologie a psychologie a literárně-kritických recenzí. Zabýval se také psaním o archeologii a raně křesťanském umění.
Působil jako středoškolský učitel a katolický duchovní vůdcem a organizátor aktivit pro mládež. Měl blízko k myšlenkám chorvatské Strany práva.

## Život a činnost
Narodil se roku 1875 do rolnické rodiny v dalmatském Kašteli Sućurac, kde navštěvoval základní školu. Ve studiu pokračoval na Státním gymnáziu ve Splitu a na františkánském gymnáziu v Sinji. Poté se vrátil do Splitu, kde na původním gymnáziiu zakončil středoškolské studium a vstoupil do biskupského semináře. Později odešel studovat na Papežskou univerzitu Gregoriana v Římě, kde získal doktorát z filosofie a teologie jako konvektor Collegia Germanico-Hungarica. V roce 1891 byl vysvěcen na kněze Splitsko-makarské diecéze a do roku 1909 byl vedoucí postavou chorvatského katolického hnutí v Dalmácii.
Na přelomu 19. a 20. století byl založen kulturní a politický klub „Immaculata“, k němuž patřili mj. dr. Velimir Deželić starší, Aleksandar Bresztyenszky, Oton Szlavik a další. Tento klub se spojil s biskupem Mahnićem a dalmatským duchovenstvem kolem dr. Ante Alfireviće a sarajevského arcibiskupa dr. Josipa Stadlera. Z těchto spojení se zrodila myšlenka založit Chorvatskou katolickou tiskovou společnost, jejímž hlavním úkolem bylo vydávat katolický deník Hrvatstvo. Deník Hrvatstvo, stejně jako celé chorvatské katolické hnutí, byl doménou mladších duchovních, převážně pravicové ideologie.
Do roku 1912 byl knězem semináře ve Splitu a profesorem katecheze na státním gymnáziu a na soukromé biskupské škole.
Ve dnech 9. a 10. října 1913 se v Záhřebu konalo zasedání Nejvyšší rady Strany práva, na kterém došlo ke konečnému rozdělení Strany práva z důvodu konfliktu mezi prorakouskou skupinou „Split“ kolem Ante Alfireviće a projugoslávskou skupinou „Šibenik“ Mate Drinkoviće. Drinkovićova skupina byla vyloučena s možností návratu pod podmínkou, že bude přijata politika jednotného vedení strany, což však Drinković nikdy neučinil.
V roce 1919 vstoupil Alfirević do jezuitského řádu v Záhřebu, kde byl v letech 1929–1936 superiorem jezuitské koleje. Poté odešel do Sarajeva, kde byl až do války rektorem teologického semináře a profesorem teologické vysoké školy. Do roku 1944 žil v Záhřebu, kde byl rektorem arcibiskupského semináře a ředitelem arcibiskupského gymnázia.
Založil chorvatskou spořitelnu a družstevní asociaci v Dalmácii.